# 남부의 노래
《남부의 노래》(Song Of The South)는 미국에서 제작된 윌프레드 잭슨 감독의 1946년 애니메이션 영화이다. 월트디즈니가 제작하고 RKO 라디오 픽처스가 배급하였다. 이 영화는 재건 시대의 미국 남부를 배경으로 하고 있다. 루스 워릭 등이 주연으로 출연하였고 월트 디즈니 등이 제작에 참여하였다.

## 줄거리

### 배경
이 영화는 미국 남부의 일부인 조지아주의 플랜테이션을 배경으로 하며, 특히 애틀랜타에서 멀리 떨어진 곳이다. 때때로 이 지역에서 노예제가 여전히 합법적이었던 남북 전쟁 이전에 일어난 것으로 오해되기도 하지만, 이 영화는 노예제가 폐지된 후의 재건 시대를 배경으로 한다. 해리스의 원래 레무스 아저씨 이야기는 모두 남북 전쟁과 노예제 폐지 이후를 배경으로 한다. 1848년에 태어난 해리스는 재건 시대의 인종 화해 활동가 작가이자 언론인이었다. 이 영화는 재건 시대를 간접적으로 여러 번 언급한다: 옷은 새로운 후기 빅토리아 시대 스타일이다; 레무스 아저씨는 마음대로 플랜테이션을 떠날 수 있다; 흑인 농장 노동자들은 소작농이다 등.

### 플롯
7살 조니는 부모님 샐리, 존 시니어와 함께 할머니의 조지아 플랜테이션에서 휴가를 보낼 생각에 들떠 있다. 그들이 플랜테이션에 도착했을 때, 그는 부모님이 일시적으로 따로 살게 될 것이며, 아버지가 애틀랜타로 돌아가 논란이 많은 그 도시의 신문 편집자직을 계속하는 동안 자신은 어머니와 할머니와 함께 플랜테이션에 살게 될 것임을 알게 된다. 아버지의 떠남에 낙담한 조니는 그날 밤 몰래 짐 보따리를 들고 애틀랜타로 떠난다.
조니가 플랜테이션에서 몰래 빠져나가면서, 그는 레무스 아저씨가 플랜테이션의 다른 소작농들에게 브레어 래빗이라는 캐릭터의 이야기를 들려주는 것을 발견한다. 이때 조니가 실종되었다는 소식이 퍼져서 일부 플랜테이션 주민들이 그를 찾고 있었다. 조니는 발견되는 것을 피했지만, 레무스 아저씨가 그를 따라잡아 여행을 위한 음식을 제공하고 그를 자신의 오두막으로 데려가 소년에게 아프리카계 미국인의 전통적인 민담인 "브레어 래빗은 분당 1달러를 번다"를 들려준다. 이야기 속에서 브레어 래빗은 집에서 도망치려 하지만 브레어 폭스와 브레어 베어와의 만남 후에 마음을 바꾼다. 조니는 그 조언을 받아들이고 레무스 아저씨가 자신을 샐리에게 데려가도록 한다.
조니는 플랜테이션에 사는 어린 흑인 소년 토비와 가난한 백인 소녀 지니 파버스와 친구가 된다. 지니의 두 오빠 조와 제이크가 강아지를 물에 빠뜨리겠다고 위협한 후 지니는 조니에게 강아지를 준다. 샐리는 그에게 강아지를 돌보게 하지 않으므로, 조니는 강아지를 레무스 아저씨에게 데려간다. 레무스 아저씨는 강아지를 받아들이고 조니와 그의 친구들을 브레어 래빗과 타르 베이비의 우화로 즐겁게 해주면서, 사람들이 처음부터 관여할 일이 아닌 일에 휘말려서는 안 된다고 강조한다. 조니는 이야기에서 브레어 래빗의 반심리학 사용을 모방하여 파버스 형제에게 개에 대해 어머니에게 말하지 말라고 간청한다. 이 속임수는 성공하고 형제들은 어머니에게 말한 후 곤경에 처한다. 복수로 그들은 샐리에게 개에 대해 말한다. 샐리는 조니와 레무스 아저씨가 자신의 명령(레무스 아저씨는 몰랐던)에도 불구하고 개를 키운 것에 화가 나서, 레무스 아저씨에게 조니에게 더 이상 이야기를 해주지 말라고 지시한다.
조니의 생일이 되고 조니는 지니를 데리러 가서 파티에 데려간다. 가는 길에 조와 제이크는 지니를 진흙탕에 밀어넣는다. 옷이 망가진 지니는 파티에 갈 수 없어 울면서 도망친다. 조니는 소년들과 싸우기 시작하지만, 레무스 아저씨가 싸움을 중단시키고 조와 제이크를 꾸짖으며 조니와 지니에게서 떨어져 있으라고 경고한다. 조니는 지니를 위로하기 위해 달려간다. 그는 아버지도 없기 때문에 파티에 가고 싶지 않다고 설명한다. 레무스 아저씨는 낙담한 두 아이를 발견하고 브레어 래빗과 그의 "웃음의 장소" 이야기를 들려주며 그들을 격려한다. 세 사람이 플랜테이션으로 돌아왔을 때, 샐리는 조니가 파티를 놓친 것에 화가 나서 레무스 아저씨에게 그에게서 떨어져 있으라고 말한다. 자신의 좋은 의도가 오해된 것에 슬퍼한 레무스 아저씨는 짐을 싸서 애틀랜타로 떠나기 시작한다. 조니는 그를 막기 위해 달려가지만, 목초지를 가로지르는 지름길을 택하다 황소에게 공격당해 심하게 다친다. 조니가 삶과 죽음의 경계에 있을 때, 그의 아버지가 돌아온다. 조니는 레무스 아저씨를 부르고, 그의 할머니가 그를 안내한다. 레무스 아저씨는 브레어 래빗 이야기를 시작하고, 소년은 기적적으로 살아난다.
나중에 완전히 회복된 조니는 지니, 토비와 함께 노래를 부르고 조니의 돌아온 강아지는 그들 옆에서 달린다. 근처에서 레무스 아저씨는 브레어 래빗과 그의 이야기 속 다른 캐릭터들이 그들 앞에 나타나 아이들과 소통하는 것을 보고 충격을 받는다. 레무스 아저씨는 서둘러 그 그룹에 합류하고, 함께 모두 해 질 녘을 향해 걸어간다.

## 출연

### 주연
- 루스 워릭
- 바비 드리스콜
- 루아나 패튼
- 루실 왓슨
- 해티 맥대니얼
- 메리 필드
- 애니타 브라운
- 닉 스튜어트
- 자니 리
- 패트릭 커티스

## 기타
- 원작자: 조엘 캔들러 해리스
- 협력프로듀서: 퍼스 피어스
- 의상: 메리 윌즈